# Australopacifica ashleyi
Australopacifica ashleyi är en plattmaskart som först beskrevs av Fyfe 1953.  Australopacifica ashleyi ingår i släktet Australopacifica och familjen Geoplanidae. Inga underarter finns listade i Catalogue of Life.